# Seán Ó Neachtain
Seán Ó Neachtain (ur. 22 maja 1947 w Galway) – irlandzki polityk, nauczyciel i samorządowiec, od 2002 do 2009 deputowany do Parlamentu Europejskiego.

## Życiorys
W 1969 ukończył studia, przez wiele lat pracował w zawodzie nauczyciela. W 1991 i 1999 wybierany do rady hrabstwa Galway. W 1997 bez powodzenia kandydował do Dáil Éireann.
W 2002 objął mandat posła do Parlamentu Europejskiego z ramienia Fianna Fáil, zastępując Pata Gallaghera. Utrzymał go również w wyniku wyborów w 2004. Zasiadał w grupie Unii na rzecz Europy Narodów, pracował m.in. w Komisji Transportu i Turystyki oraz Komisji Rybołówstwa. W VI kadencji przewodniczył delegacji do spraw stosunków z Kanadą. W 2009 zrezygnował z ubiegania się o reelekcję z powodów zdrowotnych.